# Galina Vinogradova
Galina Vinogradova (Moscú, Unión Soviética, 2 de junio de 1932), también llamada Galina Popova, es una atleta soviética retirada, especialista en la prueba de salto de longitud, en la que consiguió ser plusmarquista mundial durante casi un año, desde el 11 de septiembre de 1955 al 20 de agosto de 1956.

## Carrera deportiva
El 11 de septiembre de 1955 en Moscú consiguió igualar el récord mundial de salto de longitud de 6.28 metros que poseía la neozelandesa Yvette Williams; el 18 de noviembre del mismo año, en la ciudad de Tbilisi superó su propio récord en 3 centímetros dejándolo en 6.31 metros, récord que fue superado por la polaca Elżbieta Krzesińska el 20 de agosto de 1956, cuando saltó 6.35 metros.